# Жовнино (Верхнедвинский район)
Жовнино (бел. Жо́ўніна) — деревня в Верхнедвинском районе Витебской области Беларуси. В составе Бельковщинского сельсовета.

## География
Ближайшие населённые пункты Гирдюки, Коршуны, Редкорово, Свольно, Тоболки и др.

## История
С 1885 года Жолнина (Жовнина) в Тоболковской волости Дриссенского уезда Витебской губернии Российской империи, деревня бывшая владельческая, при реке Сволне, дворов 4, жителей 76, волостное правление (уездный город 5), школа. В 5 верстах — усадьба Свояна.
До 2004 года центр Жовнинского сельсовета.

## Население

### Численность
- 2009 год — 87 жителей

### Динамика
- 1889 год — 3 588 жителей (1865 муж., 1723 жен.), 219 крестьянских дворов, 93 не крестьянских дворов[2]
- 1905 год — 12 дворов[2]
- 1999 год — 140 жителей (перепись населения)
- 2009 год — 87 жителей (перепись населения)[2]

## Улицы
- Дружбы
- Зелёная
- Мира
- Школьная

## Достопримечательность
- Братская могила —  Историко-культурная ценность Республики Беларусь, шифр 213Д000238.